# Frente Amplio por la Democracia (Panamá)
El Frente Amplio por la Democracia (FAD) fue un partido político de Panamá asociado ideológicamente con la izquierda, que existió en dos períodos: desde el 12 de septiembre de 2013 hasta mayo de 2014, y luego desde el 21 de febrero de 2018 hasta el 25 de julio de 2019. Se denominaba como un partido conformado por los "sectores populares" panameños (obreros, campesinos, indígenas, entre otros). Su presidente fue el doctor Fernando Cebamanos y su secretario general fue el dirigente sindicalista Genaro López. 

## Primer período
Este partido fue concebido el 12 de febrero de 2011 a partir del movimiento social Frenadeso, y el 12 de julio de 2011 el Tribunal Electoral reconoció al FAD como un partido en formación. Los orígenes propios del FAD estuvieron íntimamente relacionados con el movimiento obrero del Sindicato Único Nacional de Trabajadores de la Industria de la Construcción y Similares (Suntracs) fundado el 10 de septiembre de 1972.
El FAD tenía una membresía (sept. 2013) de 63.453 inscritos. El partido postuló al dirigente sindical Genaro López como candidato presidencial propio para las elecciones generales de 2014 y no planearon hacer alianza con ningún otro partido político, asegurando que ellos no representaban a los sectores populares que conformaban su organismo.
No obstante, el partido tuvo un resultado desastroso al obtener sólo el 0,6% de los votos totales para presidente (quedando en cuarto lugar) siendo superado por los otros tres candidatos partidistas. Tampoco obtuvieron diputados ni alcaldes, y a pesar de que ganaron dos representantes de corregimiento, no evitó la desaparición del partido que debía alcanzar al menos el 4% de los votos nacionales para sobrevivir.

## Segundo período
Con el objetivo de participar en las elecciones generales de 2019 nuevamente el partido se reinscribió y obtuvo su reconocimiento por el Tribunal Electoral de Panamá el 21 de febrero de 2018, con Saúl Méndez como candidato a la Presidencia.
Sin embargo, en las elecciones generales del 5 de mayo de 2019, el partido obtuvo uno 13 540 votos (0,69% del total) y no obtuvo el mínimo de 2% de votos obtenidos en los cargos de elección popular, por lo que el 25 de julio de 2019 el Tribunal Electoral anunció por segunda vez su desaparición como partido.

## Intento de refundación
Nuevamente la formación intentó reinscribirse ante el Tribunal Electoral en 2020, siendo reconocido como partido en formación en diciembre del mismo año. El objetivo sería su participación en las elecciones generales de mayo de 2024, sin embargo, hasta la fecha límite que era el 31 de diciembre de 2022 sólo pudo obtener apenas 13 mil firmas de las 39 296 necesarias para su reconocimiento como partido constituido, y no podrán participar directamente en las elecciones. Empero, la formación pudo armar bajo la figura de libre postulación la precandidatura presidencial de Maribel Gordón, obteniendo firmas de respaldo para aparecer en la papeleta. Luego de recolectar 163 859 firmas, el 30 de julio de 2023 Gordón fue confirmada como candidata presidencial al obtener la segunda posición entre los precandidatos por la libre postulación.